# Platanthera clavigera
Platanthera clavigera är en orkidéart som beskrevs av John Lindley. Platanthera clavigera ingår i släktet nattvioler, och familjen orkidéer. Inga underarter finns listade i Catalogue of Life.